# Otmica zrakoplova Scandinavian Airlines Systema, let br. 130
Otmica zrakoplova Scandinavian Airlines Systema, let br. 130 je bila otmica zrakoplova koju su poduzeli hrvatski politički emigranti. Cilj je bio osloboditi zatvorene hrvatske emigrante kojima je prijetilo izručenje Jugoslaviji i sigurna smrtna kazna. Drugi cilj bio je skretanje pozornosti švedske javnosti na obespravljenost Hrvata i progone koje hrvatski narod trpi u domovini. Ovo je bila prva otmica koju su Hrvati izveli.

## Uvod
U suradnji s Anđelkom Brajkovićem i Antom Stojanovim, Miro Barešić je organizirao hrvatske emigrante. Izveo je akciju kojoj je bio cilj puštanje hrvatskih političkih zatvorenika u zamjenu za jugoslavenskog veleposlanika u Švedskoj Vladimira Rolovića 7. travnja 1971. godine kojeg su planirali zabrobiti. Akcija je neplanirano završila Rolovićevom smrću - pružanjem otpora i pokušajem da ubije hrvatske rodoljube Rolović je teško ranjen, umro je nakon 8 dana. Švedska ih je policija uhitila pri čemu nisu pružali otpor.
Organizatori i suradnici osuđeni su na švedskom sudu. Organizatore (Mira Barešića i Anđelka Brajkovića) zemaljski je sud u Stockholmu osudio 10. rujna 1971. na doživotnu robiju zbog ubojstva Rolovića, Ante Stojanov na 7 godina, Marinko Lemo i Stanislav Miličević na dvije godine, jer su bili suradnici. Zatvor je bio strogo čuvan, a UDBA je još u zatvoru pokušala ubiti Barešića.

## Tijek
Jugoslavija je tražila tih zatvorenih hrvatskih emigranata, a uvjetovala ga je kupnjom oklopnih transportera i raketnog naoružanja.
U igri je tako bio veliki novac i veliki posao, zbog čega je to izručenje i neumitna smrtna kazna bili su samo pitanje dana. Da bi se to spriječilo, pokušalo se diplomatskim putem. Pokušalo se razgovorima s visokim švedskim državnim dužnosnicima. Hrvatska su udruženja dugotrajno pregovarala s ondašnjim premijerom Olofom Palmeom, kraljem Gustavom, no bezuspješno. Kad se nije moglo na taj način, kada su isrcpili sve druge mogućnosti, odlučilo se za otmicu zrakoplova. Otmica je bila rezultat nepodnošljiva šikaniranja Hrvatske u kojoj je tad na djelu bilo nasilno gušenje baštine hrvatskog proljeća.
Nakon godinu dana, 15. rujna 1972., grupa hrvatskih emigranata na čelu sa Stipom Mikulićem (Tomislav Rebrina, Nikola Lisac, Rudolf Prskalo) otela je zrakoplov koji je letio u pravcu Göteborg - Stockholm. Zrakoplov je bio McDonnell Douglas DC-9-21, imena Gunder Viking, registracije LN-RLO, tvrtke Scandinavian Airlines System, let br. 130. Zrakoplov je letio iz Torslande (kod Göteborga). Otet je u toj zračnoj luci i skrenut u zračnu luku Malmö Bulltofta kod Malmöa.
Tražili su od švedske vlade oslobađanje sedam hrvatskih zatvorenika u Švedskoj iz zatvora i da ih pošalju zrakoplovom u Španjolsku. U Malmöu su zatražili da se na slobodu puste Miro Barešić i Anđelko Brajković, koji su godinu prije pokušali uzeti za taoce osoblje jugoslavensskog veleposlanstva u Švedskoj, a radi prisiljavanja Jugoslavije da iz zatvora pusti Miljenka Hrkača, koji je u Beogradu osuđen zbog navodnog podmetanja bombe u jednom beogradskom kinu. Otmičarski trojac je blefirao prijetnjom da će eksplozivom raznijeti zrakoplov u kojem je tada bilo 86 putnika i 4 člana posade . Prijetnja je bila lažna, jer u torbi nije bio nikakvi eksploziv, nego smotane stare hlače koje su stavili da bi zavarali policiju da pomislila kako je u torbi zbilja eksploziv.
Svi iz emigrantske skupine dali su izjavu u kojoj jamče svojim životima da se niti jednom putniku neće ništa dogoditi. Obećanje su održali.
Pregovori sa švedskom vladom trajali su 16 sati. Švedska vlada odlučila je pustiti sve zatvorene Hrvate (Miru Barešića, Anđelka Brajkovića, Marinka Lemu, Blagu Mikulića, Ivana Vujičevića i Antu Stojanova), a policija ih je dovela vojnim helikopterima u zračnu luku Bulltofta Malmo. Razmijenila ih je za putnike iz otetog zrakoplova i uz nadoplatu od 500.000 švedskih kruna.
Razmjena je išla ovako: prvo su razmijenjena trojicu Hrvata za pedeset putnika iz zrakoplova. Drugi krugom pregovora dogovorena je doprema gorivo za zrakoplov te razmjena druge trojica Hrvata za još pedeset putnika. U zrakoplovu su ostali članovi posade, još osam putnika, a s njima sada i pušteni hrvatski domoljubi. Tako su do jutra pušteni taoci, a zadnji je putnik neozlijeđen pušten nakon 16 sati. Kriza je bila gotova 16. rujna 1972. godine. 
Tada je zapovijeđeno pilotu letiti prema Parizu. No to je bila varka. Znali su da je Francuska veliki politički pokrovitelj Jugoslavije i da bi ih izručili Jugoslaviji. Nadomak Pariza rekao je Prskalo pilotu da mijenjaju odredište te su odletjeli put Španjolske u Madrid gdje je politička kliima bila povoljna, jer je Francova Španjolska bila katolička i antikomunistička zemlja.
Skupina s emigrantima odletjela je prema Madridu, kamo je i stigla. Sletili su na zračnu luku Madrid-Barajas, točnije, na vojnu zračnu luku. Bez otpora su se predali španjolskoj policiji i zatražili politički azil, a španjolska policija ih je sprovela u pritvor, pa u vojnu bolnicu u Carabanchel. U inkarceracijskim ustanovama proveli su 21 mjesec. Na suđenju su oslobođeni Miro Barešić, Anđelko Brajković, Ante Stojanov, Marinko Lemo, Stanislav Miličević, Blago Mikulić i Ivan Vujičević. Činjenica zbog koje ih je španjolsko pravosuđe oslobodilo bila je olakotna okolnost što su dopustili da se oslobode svi putnici iz otetog aviona bez iti jedne žrtve, odnosno što su se držali obećanja danog pri odlasku kojom su jamčili za putničke živote. Šestorica su oslobođena, a Rebrina, Prskalo i Lisac bili su terećeni na sudu za otmicu zrakoplova. Godinu poslije sud ih je kaznio s po 12 godina zatvora. Ondašnji španjolski predsjednik Francisco Franco tražio je pomilovanje, pa su i ta trojica puštani na slobodu.  Pomilovani su nakon dvije i pol godine.
Jugoslavija nije nije održavala diplomatske veze s Francovom Španjolskom pa je u očaju pritiskala Švedsku da traži izručenje, od čega nije bilo ništa.
Rebrinina, Prskalova i Liščeva akcija bila je, prema Julienne Bušić inspiracija Zvonku Bušiću za otmicu koju je izveo pet godina poslije.

## Politički odjek
Akcija je postigla željeni politički odjek. Švedska se je javnost zainteresirala za položaj Hrvata u Jugoslaviji. Uskoro je Šveđanima o Hrvatskoj govorio Franjo Tuđman. Vlado Gotovac je na švedskoj televiziji dao intervju u kojem je rekao stvarnu istinu o položaju Hrvata u Jugoslaviji, koja je bila suprotiva jugoslavenskoj propagandi u kojoj se Jugoslavija svijetu lažno predstavljala kao zemlja ravnopravnih naroda, a Šveđani su tad upoznati i o ocrnjivanjima koje je jugoslavenska diplomacija i mediji obilježavala hrvatski narod. Zbog tih su izjava obojica suđeni u SR Hrvatskoj.

## Knjige
Hrvatska novinarka i publicistica Mirjana Jurić napisala je 2012. knjigu o tome u formi romana, knjigu Let za Hrvatsku.

## Vanjske poveznice
- Mirjana Jurić: U Kaštelima preminuo legendarni hrvatski emigrant Tomislav Rebrina, Slobodna Dalmacija, 18. rujna 2013.